# Años 90 a. C.
Los años noventa antes de Cristo comenzaron el 1 de enero del 99 a. C. y terminaron el 31 de diciembre del 90 a. C.

## Acontecimientos
- 92 a. C. (28 de febrero): en Chipre, Siria, Israel y Egipto se registra un terremoto de 7,1 grados en la escala sismológica de Richter, que genera un tsunami en el mar Mediterráneo.
- 91 a. C. (12 de octubre): en Shanxi (China) se registra un terremoto de 5,5 grados en la escala sismológica de Richter (I=7). Deja un saldo de «muchas» víctimas.

## Personas destacadas
- 99 a. C.: Lucrecio, poeta y filósofo romano.